# Gay Bob
Gay Bob es un muñeco creado en 1977 y anunciado como el primer muñeco abiertamente gay del mundo. Bob fue creado por el exejecutivo de publicidad Harvey Rosenberg y comercializado a través de su empresa, Gizmo Development. Gay Bob recibió el "Premio al Logro Dudoso" de la revista Esquire en 1978.
Bob mide 13 pulgadas (33,0 cm) de altura y se presentó vestido con una camisa de franela, jeans ajustados y botas camperas. Tiene una oreja perforada. La caja de embalaje de Bob está decorada como un armario e incluye un catálogo desde el cual se pueden pedir conjuntos adicionales. El creador Rosenberg describió el muñeco como un cruce entre Paul Newman y Robert Redford. Bob es anatómicamente correcto.
Gay Bob provocó indignación en al menos un lector de Ann Landers, quien se inspiró en escribir para denunciar el muñeco y predecir que conduciría a la aceptación de otros muñecos "repugnantes" como "Priscilla la prostituta" y "Danny el traficante de drogas". Rosenberg había anunciado planes para una línea de "muñecas permisivas", pero ningún traficante de drogas ni prostitutas. Ann Landers respondió que creería que existía una muñeca así cuando la viera en las tiendas, pero que era poco probable que la viera en el tipo de tiendas "respetables" que frecuentaba.